# Бабушкинская (станция метро)
«Ба́бушкинская» — станция Московского метрополитена на Калужско-Рижской линии. Расположена в Бабушкинском районе (СВАО) под перекрёстком Енисейской улицы и улицы Менжинского. Открыта 29 сентября 1978 года в составе участка «ВДНХ» — «Медведково». Односводчатая станция мелкого заложения с одной островной платформой.

## История и происхождение названия
Станция открыта 29 сентября 1978 года в составе участка «ВДНХ» — «Медведково», после ввода в эксплуатацию которого в Московском метрополитене стало 107 станций. Станция получила название в честь полярного лётчика М. С. Бабушкина, имя которого носил бывший подмосковный город Бабушкин и вновь образованный одноимённый район Москвы (в свою очередь изначально являвшийся частью Дзержинского района), в пределах которого находится станция. Недалеко от будущей станции во времена Николая II располагалось имение Рихтера, в котором у Бабушкина (работавшего у Рихтера автослесарем) появилась любовь к технике.
29 марта 2020 года из-за ситуации с пандемией коронавируса руководство Московского метрополитена временно переименовало станцию в «ДомаБабушкинская», чтобы напомнить людям о том, что надо оставлять своих пожилых близких дома.

## Вестибюли
Наземные вестибюли отсутствуют, вход на станцию осуществляется через подземные переходы, имеющие выходы на улицы Менжинского и Енисейскую. В начале 2000-х над двумя входами в переход были установлены крыши из лёгких конструкций. Южный выход связан с платформой эскалаторами, северный — только лестницей.
В связи с реконструкцией и заменой выработавших свой ресурс старых эскалаторов на новые с 28 апреля 2011 года по 1 июля 2012 года южный вестибюль был закрыт.

## Архитектура и оформление
«Бабушкинская» — односводчатая станция мелкого заложения (глубина — 10 м). Способ производства работ: открытый (методом «стена в грунте» — первый в истории московского метро односвод, заложенный сборно по методу «харьковских проекций», с видоизменением в ширине проекта). Сооружена из сборного железобетона по проекту архитекторов В. И. Клокова и Л. Н. Попова (инженеры-конструкторы: Е. Кобзева, П. Васильев). При возведении станции требовалось переложить проходящий над ней водовод диаметром 90 см, однако из-за небольшой глубины заложения станции сделать это оказалось невозможным. В итоге на сопряжении северного вестибюля и свода станции была устроена коробчатая балка для пропуска водовода, которой с внутренней стороны была придана форма арки. Аналогичную арку сделали и на сопряжении свода с южным вестибюлем, что позволило скрыть в её пространстве отклонения в положении поперечных штраб свода.
Художественное оформление станции посвящено покорению Арктики. Выходы из станционного зала украшены художественными композициями на тему освоения Арктики (автор А. М. Мосийчук). Данные композиции похожи на вентиляционные трубы: из центральной трубы южного выхода виднеется самолёт-биплан, в центральной трубе северного выхода — летучий корабль.
Стены станции облицованы светлым мрамором, пол выложен чёрным и серым гранитом. Светильники располагаются в пазах на эллиптическом своде.
У южного выхода станции 1 мая 1979 года открылся 7-метровый памятник «Молодым метростроевцам». Памятник представлял группу из трёх человек (мужчина с поднятой рукой, женщина и мужчина в каске), которые несли развевающееся знамя. Многие жители ошибочно окрестили памятник как «погибшим строителям на станции Бабушкинской», хотя никаких инцидентов при её строительстве не произошло. В середине 1990-х памятник был демонтирован. Судьба скульптуры остаётся неизвестной. На её месте в 2010 году был построен торговый центр.

## Наземный общественный транспорт
На этой станции можно пересесть на следующие маршруты городского пассажирского транспорта:
- Автобусы: м54, с15, 124, 181, 238, 238к, 346, 349, 393, 605, 649, 696, 928, н6
- Трамваи: 17

## Станция в цифрах
- Код станции — 087.
- В марте 2002 года пассажиропоток по входу составлял 71,4 тыс. человек в сутки.
- Таблица времени прохождения первого поезда через станцию[5]:

| По чётным числам               | Будние дни | Выходные дни |
| По нечётным числам             | Будние дни | Выходные дни |
| В сторону станции «Свиблово»   | 05:42:00   | 05:43:00     |
| В сторону станции «Свиблово»   | 05:42:00   | 05:42:00     |
| В сторону станции «Медведково» | 06:06:00   | 06:06:00     |
| В сторону станции «Медведково» | 06:05:00   | 06:05:00     |

## Фотографии

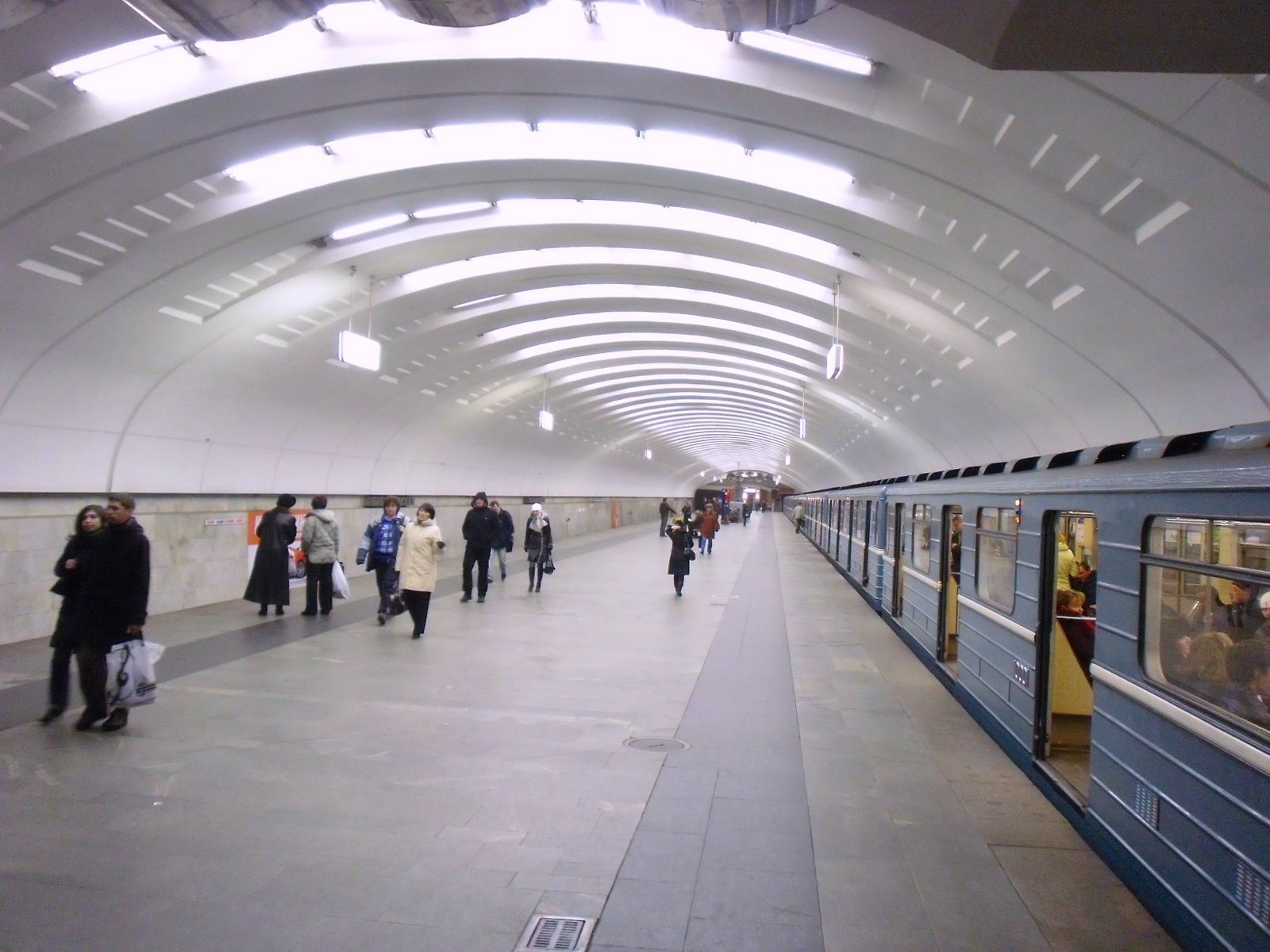
Зал станции
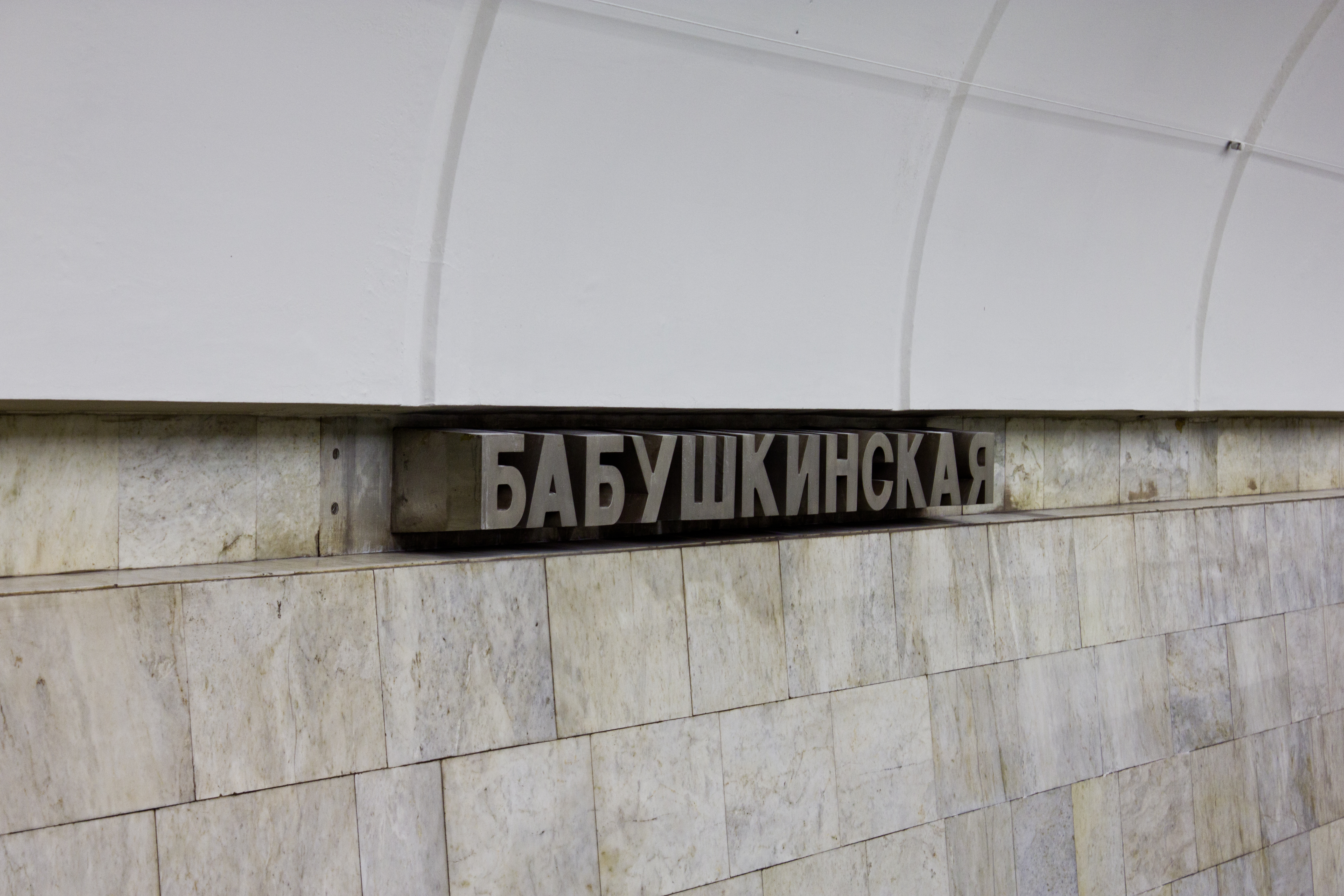
Название на путевой стене
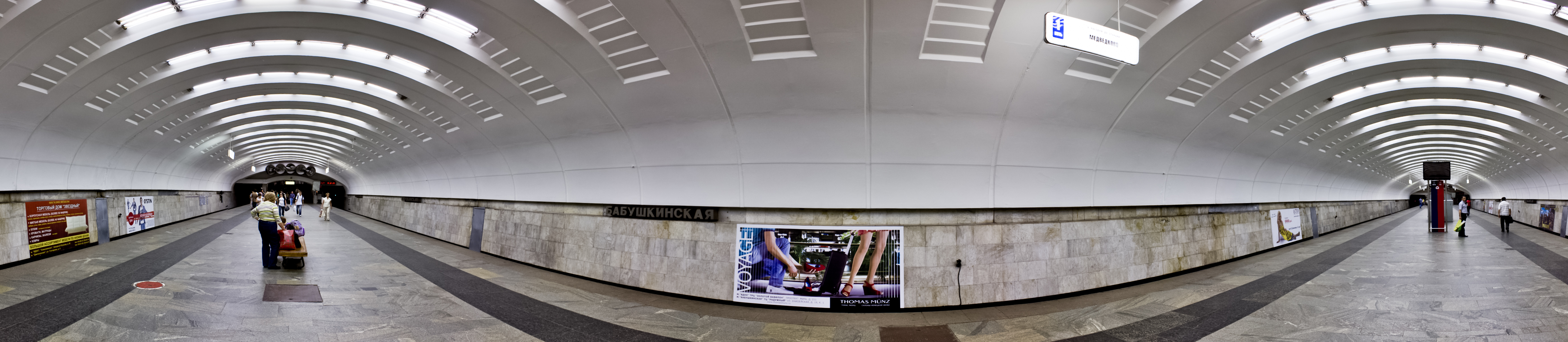
Панорамный снимок станции
Композиция над северным выходом
Композиция над южным выходом